# Lęborg
Lęborg – łąka w Pieninach Czorsztyńskich. Należy do wsi Sromowce Wyżne w województwie małopolskim, w powiecie nowotarskim, w gminie Czorsztyn. Znajduje się u podnóży skalistych wzniesień Stronia i Czerwone Skałki i jest widoczna z szosy biegnącej przez Sromowce Wyżne.
Lęborg ma status łąki, ale jest także polaną, gdyż z wszystkich stron otoczony jest drzewami. Znajduje się na wysokości około 510–575 m po wschodniej stronie potoku Lęborgowy. Od wschodniej strony wznoszą się nad nim porośnięte lasem Czerwone Skałki. Znajduje się na obszarze Pienińskiego Parku Narodowego (PPN). Przed 2016 r. polana była prywatną własnością, ale została wykupiona przez PPN. Lęborg porastają górskie łąki konietlicowe użytkowane ekstensywnie (Polygono-Trisetion). Dzięki specyficznym warunkom glebowym, klimatycznym i geograficznym łąki i polany PPN są siedliskiem bardzo bogatym gatunkowo.